# Ko Gi-Hyun
Ko Gi-Hyun (n. 11 mai 1986, Seul, Coreea de Sud) este o sportivă ce a reprezentat Coreea de Sud, medaliată olimpică. A participat la o ediție a Jocurilor Olimpice (2002) în care a câștigat o medalie de aur și o medalie de argint.